# Karen (film fra 1980)
 For alternative betydninger, se Karen. (Se også artikler, som begynder med Karen)
Karen er en dansk kortfilm fra 1980 instrueret af Kasper Schyberg og efter manuskript af Bente Clod.

## Handling
Denne artikel mangler et handlingsreferat. Hjælp os med at skrive det.

## Medvirkende
- Asta Esper Andersen
- Lea Risum Brøgger
- Pia Bundgaard
- Jørn Faurschou
- Kirsten Brabrand